# Molophilus secundus
Molophilus secundus är en tvåvingeart som beskrevs av Alexander 1923. Molophilus secundus ingår i släktet Molophilus och familjen småharkrankar. Inga underarter finns listade i Catalogue of Life.